# Hippolütosz (Thészeusz fia)

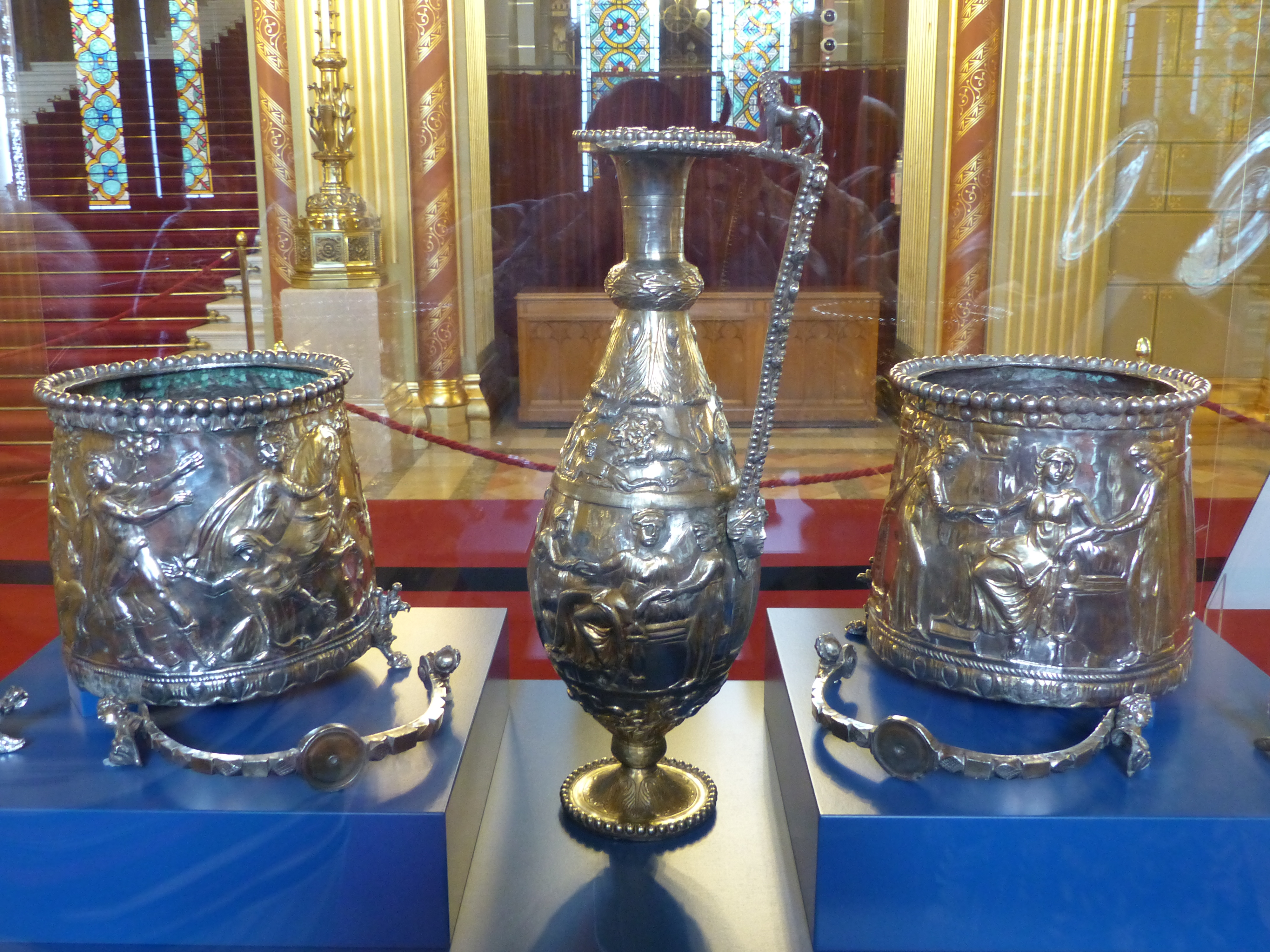
Hyppolütosz készlet - Seuso-kincs

Hippolütosz Thészeusz és Antiópé, ( Hippolüté) az amazon fia. 
Antiópé halála után Thészeusz Ariadné nővérét, Phaidrát vette el feleségül. Mikor Thészeusz Phaidrával meglátogatta Hippolütoszt, Phaidra őrülten beleszeretett a fiúba. Hippolütosz azonban nem viszonozta mostohaanyja vonzódását, egyedül Artemiszt tisztelte az istenek közül. Phaidra hűséges dajkája, egy öregasszony kiderítette úrnője szándékát, amit rögtön közölt Hippolütosszal. Ám ő arra sem enyhült meg, mikor az öreg dajka elmondta neki, ha nem viszonozza Phaidra szerelmét, Phaidra felakasztja magát. Hippolütoszt azonban továbbra is hidegen hagyta a szerelem. Phaidra felakasztotta magát. Thészeusz annyira megharagudott a fiára, hogy megátkozta és elzavarta a házából. Hippolütoszt egy kocsikázás alkalmával érte a halál. Nem tudni pontosan, de annyi biztos, hogy a kocsija szétroncsolódott. Sebesülten vitték apjához. A szobában megjelent Artemisz, aki elmondta Thészeusznak, hogy Phaidra ügyében nem hibás Hippolütosz. Thészeusz megbocsájtott a fiának, de az életét már nem tudta megmenteni. Artemiszt nagyon elszomorította Hippolütosz halála, mert egy hűséges vadászt veszített el.